# 伊萨克·雷因德斯
伊萨克·赫尔曼·雷因德斯 （荷蘭語：Izaäk Herman Reijnders，1879年3月27日—1966年12月31日）是一名荷兰军官，于二战初期担任荷兰军总司令。后来他因与时任国防部长阿德里安·戴克斯霍恩产生争执，被迫让位于已经退役的亨利·温克尔曼将军。